# Piotr Sztompka
Piotr Sztompka (ur. 2 marca 1944 w Warszawie) – polski socjolog i nauczyciel akademicki, profesor nauk humanistycznych, wieloletni wykładowca Uniwersytetu Jagiellońskiego i profesor honorowy tej uczelni, członek rzeczywisty Polskiej Akademii Nauk.

## Życiorys
Syn pianisty Henryka Sztompki, po II wojnie światowej profesora Państwowej Wyższej Szkoły Muzycznej w Krakowie. Ukończył podstawową Szkołę Muzyczną i II Liceum Ogólnokształcące im. Króla Jana III Sobieskiego w Krakowie, następnie prawo na Uniwersytecie Jagiellońskim (1966). W 1967 uzyskał magisterium z socjologii w Instytucie Socjologii UJ, w 1970 doktoryzował się pod kierunkiem Kazimierza Dobrowolskiego. Motywacją do podjęcia studiów socjologicznych był dla niego obok wykładów Marii Boruckiej-Arctowej i Marka Waldenberga amerykański charakter tej dziedziny wiedzy – podróżując po świecie z koncertującym ojcem, poznał Stany Zjednoczone i poszukiwał drogi dostępu do tego kraju. W okresie studenckim czerpał inspirację z prac Stanisława Ossowskiego i Zygmunta Baumana.
W 1966 rozpoczął pracę na Wydziale Prawa UJ, a następnie w pracowni Kazimierza Dobrowolskiego w krakowskim oddziale Polskiej Akademii Nauk. W 1972 wstąpił do PZPR i wyjechał w ramach Programu Fulbrighta na Uniwersytet Kalifornijski w Berkeley (8 miesięcy) i Uniwersytet Harvarda (3 miesiące). W Berkeley nawiązał w studenckiej grupie dyskusyjnej z zakresu teorii współpracę z Jeffreyem C. Alexandrem, twórcą szkoły neofunkcjonalistycznej, a po opublikowaniu w 1974 pierwszej książki w języku angielskim również z Robertem K. Mertonem, autorem teorii średniego zasięgu i pionierem szkoły socjologii analitycznej, którego uważa za swojego mistrza.
Po powrocie ze stażu w Stanów Zjednoczonych habilitował się w 1974 na podstawie książki Teoria i wyjaśnienie. Z metodologicznych problemów socjologii (1973), której recenzentami byli Stefan Nowak i Klemens Szaniawski. Objął stanowisko docenta i funkcję kierownika Zakładu Socjologii Ogólnej i Metodologii Socjologii (w 1980 przemianowanego na Zakład Socjologii Teoretycznej) w Instytucie Socjologii Uniwersytetu Jagiellońskiego, z którym pozostał związany do emerytury. Na zaproszenie Roberta Mertona prowadził w latach 1974–1979 semestralne lub letnie wykłady gościnne na Columbia University. W 1979 współzałożył Komitet Teorii w strukturach Międzynarodowego Stowarzyszenia Socjologicznego i został jego pierwszym przewodniczącym. W 1980 otrzymał tytuł profesora nadzwyczajnego w zakresie nauk humanistycznych. W latach 1979–1989 kontynuował wykłady gościnne na Berkeley z zaproszenia Jeffreya Alexandra. Po wprowadzeniu w Polsce stanu wojennego złożył członkostwo w PZPR. W 1984–1985 przebywał na stypendium American Council of Learned Societies na Uniwersytecie Michigan prowadząc badania nad ruchami społecznymi. W 1987 został mianowany profesorem zwyczajnym.
Został wybrany członkiem korespondentem (1994) i członkiem rzeczywistym (2002) Polskiej Akademii Nauk, członkiem krajowym czynnym Polskiej Akademii Umiejętności (gdzie zasiada w Komisji Spraw Europejskich i Komisji Spraw Cywilizacyjnych), a także członkiem Academia Europaea (1990) i Amerykańskiej Akademii Sztuk i Nauk (1996).
Był dyrektorem Instytutu Socjologii i prodziekanem Wydziału Filozoficznego UJ. W latach 1996–2003 pełnił funkcję przewodniczącego Komitetu Socjologii PAN, a w latach 2002–2006 był przewodniczącym Międzynarodowego Stowarzyszenia Socjologicznego.
Od 2003 był zatrudniony jako profesor w Wyższej Szkole Europejskiej im. ks. Józefa Tischnera w Krakowie, którą współorganizował.
W 2021 Senat UJ przyznał Piotrowi Sztompce tytuł profesora honorowego tej uczelni
Przeszedł na emeryturę jako pracownik Instytutu Socjologii UJ w 2015. 

## Dorobek, koncepcje i poglądy
Jest autorem opracowań z zakresu socjologii w tym podręczników akademickich (np. Socjologia. Wykłady o społeczeństwie z 2021). Jego prace skupiają się wokół zagadnień zmian społecznych oraz koncepcji systemu społecznego i kapitału społecznego. Podejmuje także problem stawania się społeczeństwa, kwestie socjologii wizualnej oraz socjologii codzienności.
W okresie początkowym (do 1974) zajmował się filozofią i metodologią nauk społecznych, a następnie historią socjologii ze szczególnym uwzględnieniem teorii Karola Marksa. Jako autor książki Sociological Dilemmas: Toward a Dialectic Paradigm (1979), omawiającej metodę Marksa na tle klasyków myśli socjologicznej, był uznawany za przedstawiciela „marksizmu krakowskiego”. Pod wpływem wydarzeń z 1980 zainteresował się teorią rewolucji i ruchów społecznych.
Po 2000 był zaangażowany jako publicysta i prelegent w obronę idei społeczeństwa obywatelskiego i wartości demokratycznych w Polsce.
W 2024 we wspomnieniu o Hieronimie Kubiaku określił marksizm Włodzimierza Lenina „sfałszowanym” i zarzucił „późniejszym marksistom” wypaczenie humanistycznych ideałów z pism młodego Marksa.

## Uczniowie
Był promotorem 25 rozpraw doktorskich. Do jego uczniów należą Grzegorz Ekiert, Jan Kubik, Małgorzata Bogunia-Borowska i Andrzej Flis.

## Nagrody i wyróżnienia
W 1975 Wydział I Nauk Humanistycznych i Społecznych PAN przyznał mu Nagrodę im. Ludwika Krzywickiego. W 1995 był laureatem trzeciej edycji nagrody New Europe Prize, nadanej mu przez Instytut Studiów Zaawansowanych w Princeton i pięć placówek pochodnych zrzeszonych w konsorcjum Some Institutes for Advanced Study. W 2005 otrzymał od Rosyjskiego Towarzystwa Socjologicznego za wybitne osiągnięcia w socjologii Nagrodę im. Pitirima Sorokina. W 2006 został uhonorowany Nagrodą Fundacji na rzecz Nauki Polskiej w dziedzinie nauk humanistycznych i społecznych za oryginalne opracowanie idei współczesnej socjologii. W listopadzie 2007 za książkę Zaufanie. Fundament społeczeństwa wydaną przez Społeczny Instytut Wydawniczy „Znak” otrzymał nagrodę Krakowska Książka Miesiąca. W 2022 znalazł się na liście TOP 2% najbardziej wpływowych naukowców na świecie.

## Odznaczenia i medale
- Krzyż Komandorski z Gwiazdą Orderu Odrodzenia Polski (2014, w uznaniu wybitnych zasług dla rozwoju socjologii, za osiągnięcia w pracy naukowej i dydaktycznej oraz promocję nauki polskiej w świecie)[29][30]
- Krzyż Oficerski Orderu Odrodzenia Polski (2000, za wybitne zasługi w pracy naukowej i dydaktycznej)[31]
- Złoty Krzyż Zasługi (1989)
- Złoty Medal za Długoletnią Służbę[32]
- Medal Komisji Edukacji Narodowej (1991)
- Medal Merentibus (2007)
- Odznaka „Honoris Gratia” (2019)[33]
- tytuły doktora honoris causa: Państwowej Wyższej Szkoły Nauk Społecznych w Moskwie (2006)[34], Södertörns högskola(inne języki) (2013)[35], Akademii Sztuk Pięknych w Krakowie (2015)[36], Akademii Pedagogiki Specjalnej im. Marii Grzegorzewskiej w Warszawie (2017)[2].

## Publikacje
- Metoda funkcjonalna w socjologii i antropologii społecznej. Studium analityczne, Ossolineum, Wrocław 1971.
- Teoria i wyjaśnienie. Z metodologicznych problemów socjologii, Państwowe Wydawnictwo Naukowe, Warszawa 1973.
- System and Function: Toward a Theory of Society, Academic Press(inne języki), Nowy Jork 1974.
- Sociological Dilemmas: Toward a Dialectic Paradigm, Academic Press, Nowy Jork 1979.
- Robert K. Merton: An Intellectual Profile, St. Martin's Press, Nowy Jork 1986.
- Society in Action: The Theory of Social Becoming, University of Chicago Press, Chicago 1991.
- Trust: A Sociological Theory, Cambridge University Press, Cambridge 1999.
  - przekład polski: Zaufanie. Fundament społeczeństwa, Znak, Kraków 2007, ISBN 978-83-240-0850-6.
- Trauma wielkiej zmiany, Instytut Studiów Politycznych Polskiej Akademii Nauk, Warszawa 2000, ISBN 83-86759-99-2.
- Socjologia. Analiza społeczeństwa, Znak, Kraków 2002, ISBN 83-240-0218-9; wyd. 2 poszerzone, Znak, Kraków 2012, ISBN 978-83-240-1895-6; wyd. 3 zmienione i poszerzone jako Socjologia. Wykłady o społeczeństwie, Wyd. Znak, Kraków 2021, ISBN 978-83-240-7937-7).
- Socjologia zmian społecznych, Znak, Kraków 2005, ISBN 83-240-0598-6.
- Socjologia wizualna. Fotografia jako metoda badawcza, Wydawnictwo Naukowe PWN, Warszawa 2005, ISBN 83-01-14367-3.
- Socjologia codzienności (red. z Małgorzatą Bogunią-Borowską), Znak, Kraków 2008, ISBN 978-83-240-0959-6.
- Socjologia – lektury (red. z Markiem Kucią), Znak, Kraków 2009, ISBN 83-240-0597-8.
- Kapitał społeczny. Teoria przestrzeni międzyludzkiej, Znak, Kraków 2016, ISBN 978-83-240-3460-4.
- Values in Society and Economy: Two Perspectives, Wydawnictwo Nieoczywiste, Warszawa 2018, ISBN 978-83-63391-70-6.
- Słownik socjologiczny. 1000 pojęć, Znak Horyzont, Kraków 2020, ISBN 978-83-240-7832-5.